# Sanja Maas
Pour les articles homonymes, voir Maas.
Sanja Maas est une chanteuse de jazz d'origine hollando-yougoslave née à Bruxelles le 16 janvier 1975.
Elle mélange des styles tels que la bossa nova, la salsa, le latin jazz, la musique improvisée, la musique afro-brésilienne, le nu jazz.
En 2000, elle crée Sayma à Londres un collectif d'artistes avec le guitariste bassiste Max Vande Merghel.
Elle participe à des albums d'artistes tels que Plug, Caron, Gato Bedseyele.
Le label newyorkais Shadowrecords retient l'un de ses morceaux, Not So Sure sur la compilation New, Used and Absurd.
Elle auto-produit l'album Capricorn sous le même nom Sayma.
Avec de nombreux concerts à Bruxelles, Gand, Verviers, au Festival de Jazz de Montreux, Paris (France).
Elle participe à une compilation sur le label Corse Montera Music avec le percussionniste brésilien Edmundo Carneiro (St Germain, Bob Sinclar, Tania Maria, etc.)